# Euthyone grisescens
Euthyone grisescens là một loài bướm đêm thuộc phân họ Arctiinae, họ Erebidae.